# 2009 en république démocratique du Congo
Chronologie de l'Afrique
2007 en république démocratique du Congo - 2008 en république démocratique du Congo - 2009 en république démocratique du Congo - 2010 en république démocratique du Congo - 2011 en république démocratique du Congo
2007 par pays en Afrique - 2008 par pays en Afrique - 2009 par pays en Afrique - 2010 par pays en Afrique - 2011 par pays en Afrique

## Chronologie

### Janvier 2009
- Mercredi 7 janvier 2009 : Reprise des pourparlers directs à Nairobi entre la rébellion congolaise de Laurent Nkunda et le gouvernement de Kinshasa sur le conflit dans l'est du pays sous la médiation de l'ancien président tanzanien, Benjamin Mkapa, qui a exhorté les parties à s'accorder sur une trêve « cruciale ».

- Jeudi 8 janvier 2009 : Bosco Ntaganda, le chef d'état-major de la rébellion congolaise du Congrès national pour la défense du peuple (CNDP), affirme à la presse avoir « renversé » Laurent Nkunda, assurant que ce changement à la tête du mouvement rebelle allait « favoriser la paix »[1].

- Mardi 13 janvier 2009 : Selon le porte-parole du Haut commissariat de l'ONU pour les réfugiés (HCR), 537 personnes ont été massacrées et 408 enlevées depuis septembre dernier lors d'attaques des rebelles ougandais de l'Armée de résistance du Seigneur (LRA). Environ 104 000 personnes ont également été forcées depuis septembre de fuir les violences dans les régions voisines du Sud-Soudan et d'Ouganda.

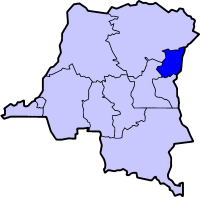
Nord Kivu

- Vendredi 16 janvier 2009 : Les commandants dissidents de la rébellion congolaise du CNDP emmenés par le chef d'état-major, Bosco Ntaganda, annoncent à Goma, « la fin de la guerre ».

- Samedi 17 janvier 2009 : Les milices pro-gouvernementales Maï-Maï annoncent à Goma l'arrêt des « hostilités » contre la rébellion du Conseil national pour la défense du peuple, désormais dirigée par Bosco Ntaganda qui a annoncé unilatéralement « la fin de la guerre » contre l'armée congolaise[2].

- Dimanche 18 janvier 2009 : Selon l'ONG Human Rights Watch, au moins 620 personnes ont été « massacrées » et 160 enfants enlevés par la guérilla ougandaise de l'Armée de résistance du Seigneur depuis Noël dans le Nord de la république démocratique du Congo.

- Mardi 20 janvier 2009 : L'armée rwandaise commence à pénétrer au nord de Goma pour le début d'une opération conjointe avec l'armée congolaise à la poursuite des rebelles hutus des Forces démocratiques de libération du Rwanda réfugiés en RDC. Selon des sources militaires occidentales, de 800 à 1 500 soldats de l'infanterie rwandaise sont arrivés à Kibumba à 35 km au nord de Goma, capitale de la province du Nord-Kivu, près de la frontalière du Rwanda[3]. Au total 6 000 soldats rwandais lourdement armés seraient entrés en RDC selon le président des FDLR, Ignace Murwanashyaka.

- Mercredi 21 janvier 2009 : Cinq Français — trois femmes et deux hommes — en mission pour l'ONG Solidarités en République démocratique du Congo, en poste depuis quelques mois à Goma, ont été attaqués et violemment agressés vers 20h00 par cinq hommes armés de kalachnikov. Les agresseurs en uniformes ont frappé à plusieurs reprises leurs victimes, accompagnées par trois Congolais, avant de les obliger à leur remettre leur argent et leurs objets de valeur, ordinateurs portables, appareils photos et caméras. Avant de partir les trois jeunes françaises âgées d'une vingtaine d'années, ont été agressées sexuellement. L'une d'elles a été violée à plusieurs reprises[4].

- Jeudi 22 janvier 2009 : Le chef rebelle tutsi Laurent Nkunda et ex-général congolais, à la tête d'une rébellion en république démocratique du Congo depuis 2004, est arrêté au Rwanda « alors qu'il fuyait en territoire rwandais après avoir résisté » aux forces armées congolaises « avec trois bataillons à Bunagana » et assigné à résidence dans la ville frontalière de Gisenyi. Cette arrestation est intervenue dans le cadre d'une mission conjointe des gouvernements rwandais et congolais contre les rebelles hutus rwandais retranchés en RDC[5] et marque la fin d'une guerre de douze ans[6].

- Samedi 24 janvier 2009 : Neuf rebelles hutus rwandais sont tués par les forces armées de la coalition congo-rwandaise lors des premiers  combats directs.

- Dimanche 25 janvier 2009 : Selon le porte-parole de la rébellion Bertrand Bisimwa, le chef de la rébellion congolaise Laurent Nkunda a été arrêté au Rwanda alors qu'il s'y était rendu pour discuter avec les autorités et non en prenant la fuite.

- Lundi 26 janvier 2009 :
  - Plusieurs groupes armés progouvernementaux de l'ethnie Maï-Maï annoncent à leur tour « la cessation définitive des hostilités » sur tous les fronts militaires : nous « déclarons également notre détermination à conduire nos combattants aux centres de regroupement sans délai et sans condition dans le cadre du désengagement » et à obtenir leur intégration dans les Forces armées de la RDC. Les miliciens encouragent le « gouvernement à la ferme persévérance dans le processus visant le désarmement des FDLR » (rebelles hutu rwandais).
  - Ouverture à la Cour pénale internationale de La Haye du procès de Thomas Lubanga, ancien chef de milice accusé de crimes de guerre pour avoir enrôlé et fait combattre, pendant la guerre civile d'Ituri, des enfants-soldats de moins de 15 ans dans l'aile militaire de sa milice, l'Union des patriotes congolais. Entre septembre 2002 et août 2003, les affrontements en Ituri entre des milices soutenues par les ethnies Hema (proche de l'UPC) et Lendu, pour le contrôle notamment de mines d'or, ont fait 60 000 morts et des centaines de milliers de déplacés[7].
  - Nouveaux accrochages sérieux des forces congo-rwandaises contre les forces rebelles.

- Mardi 27 janvier 2009 : Selon une étude publiée par le Fonds mondial pour la nature (WWF), les populations de gorilles de montagne vivant dans les zones de guerre de la république démocratique du Congo se sont accrues, contre toute attente, passant de 72 individus à 81, mais « ces gorilles de montagne, habitués à la présence de l'homme, ne sont pas effrayés par sa présence et sont de ce fait particulièrement vulnérables » car dans la région les braconniers mettent des pièges et au cours de leur dernière visite, les rangers en ont découvert 400.

- Mercredi 28 janvier 2009 :
  - Les casques bleus de la MONUC annoncent la découverte d'un charnier contenant les restes d'une centaine de civils. Ces cadavres ont été mis au jour à Tora (au sud-est de Dungu), par un groupe d'autodéfense local. Les rebelles ougandais de l'Armée de résistance du Seigneur avaient attaqué cette localité le 16 janvier dernier et seraient responsables du massacre[8].
  - La MONUC « va donner un appui logistique » à l'armée congolaise engagée dans une opération avec l'armée rwandaise contre les rebelles hutus rwandais.

### Février 2009
- Mercredi 4 février 2009 :
  - La MONUC annonce avoir « pu séparer pas moins de 195 enfants » en une semaine des groupes armés Maï Maï opérant dans la province du Nord-Kivu. La mission « se félicite du nombre important d'enfants qui sont en train de sortir des rangs des groupes Maï Maï depuis le début du processus d'intégration accélérée des groupes armés au sein des FARDC […] En effet, durant la semaine écoulée, la section de la protection de l'enfant de la MONUC a pu séparer pas moins de 195 enfants de ces groupes, dans la seule province du Nord Kivu »[9].
  - L'ONG Médecins sans frontières accuse les Casques bleus de l'ONU de laisser sans protection les civils victimes d'attaques de rebelles dans le nord-est de la RDC, elle dénonce « l'inaction des Casques bleus pour protéger les habitants » alors que le Conseil de sécurité a « fait de la protection des civils la priorité de l'action des forces de paix des Nations unies ». Selon MSF, il y aurait eu de nombreux massacres en masse de femmes, d'enfants et de vieillards par les rebelles ougandais de l'Armée de résistance du Seigneur, notamment lors d'attaques d'une cinquantaine de villages depuis Noël dernier dans la région du Haut-Uélé. Selon Marc Poncin, le représentant de MSF en RDC, « d'autres massacres vont se produire » et demande à la MONUC de « prendre ses responsabilités » car elle « ne peut pas continuer à être ainsi absente auprès des habitants du Haut-Uélé alors qu'ils se font systématiquement attaquer »[10].

- Mardi 10 février 2009 : Devant la Cour pénale internationale, un ancien enfant soldat témoigne de son enrôlement dans les troupes de l'ex-chef de milice congolais Thomas Lubanga où, « si quelqu'un tentait de s'enfuir, il était battu ou tué ». Avec cinq autres enfants de moins de quinze ans, ils avaient été enlevés et enrôlés de force par des hommes de Thomas Lubanga alors qu'ils sortaient de l'école.

- Mercredi 11 février 2009 : Le porte-parole militaire de la rébellion des Forces démocratiques de libération du Rwanda, le lieutenant-colonel Edmond Ngarambe, qui s'est « retrouvé encerclé » avec un groupe de combattants, s'est rendu « aux mains des forces de l'opération conjointe » rwando-congolaise traquant la rébellion.

- Vendredi 13 février 2009 :
  - Selon l'ONG Human Rights Watch, au moins 100 civils ont été « massacrés » par les rebelles hutu rwandais du Forces démocratiques de libération du Rwanda depuis le début de l'opération militaire rwando-congolaise lancée contre ces derniers le 20 janvier dans l'Est de la république démocratique du Congo.
  - Le porte-parole militaire de la rébellion des Forces démocratiques de libération du Rwanda, le lieutenant-colonel Edmond Ngarambe, prisonnier depuis mercredi des forces conjointes, et détenu dans un camp de transit au Rwanda, appelle dans un communiqué lu les antennes de Radio Rwanda les FDLR à « déposer les armes immédiatement et à rentrer pacifiquement au Rwanda ».

- Samedi 21 février 2009 : Début du désengagement des troupes rwandaises du Nord-Kivu. Le porte-parole du gouvernement congolais estime que la campagne contre les rebelles rwandais « a atteint ses objectifs » : « Nous avons cassé l'ossature du commandement des FDLR, brisé leurs quartiers généraux, et déclenché le mouvement le plus important de rapatriement volontaire vers le Rwanda depuis 15 ans, avec près de 3 500 FDLR rapatriés ou en voie de l'être »,  l'opération sera désormais menée par l'armée et la police congolaises avec  la Mission des Nations unies en RDC. Cependant selon des diplomates  occidentaux, les rebelles ont bien été affaiblis, mais leur « capacité de nuisance » demeure. Quant aux rapatriements, l'armée rwandaise et l'ONU estiment qu'ils n'ont pas dépassé les 350 combattants et 2 500 civils et aucun « plan » n'a encore été adopté sur « une implication de la Monuc dans les opérations futures »[11].

- Mercredi 25 février 2009 : Une cérémonie officielle à Goma marque la fin de l'intervention des troupes rwandaises au Nord-Kivu au cours de laquelle les deux pays ont célébré leur entente et la fin de l'opération conjointe « Umoja Vetu » (Notre unité, en swahili) contre les rebelles hutus rwandais. Selon le ministre de la Défense du Congo, Charles Mwando Nsimba : « Un jour inoubliable […] Le Rwanda et la RDC peuvent bâtir un avenir commun dans la paix et le respect de la souveraineté de chacun ». Selon le commandant des opérations, le général congolais John Numbi, 153 rebelles ont été tués et quelque « 1 300 combattants » et leurs familles, soit 5 000 personnes, ont été rapatriés vers le Rwanda. La coalition déplore huit morts[12].

- Jeudi 26 février 2009 : La Banque mondiale annonce qu'elle accorde une aide de 100 millions de dollars à la RDC en la faisant bénéficier d'une nouvelle facilité de prêts d'urgence. Ce prêt, à long terme et sans intérêt, est accordé par l'Association internationale de développement (AID). La RDC est touchée notamment par les suppressions d'emplois dans le secteur minier, l'aide devrait permettre de financer des importations indispensables de biens et de matières premières, de payer des enseignants ainsi que les factures d'eau et d'électricité de l'État.

### Mars 2009
- Mercredi 4 mars 2009 : La Mission de l'ONU (MONUC) déclare avoir démobilisé, pour la période allant du 30 janvier au 2 mars, 880 enfants dont 41 filles des groupes armés opérant dans la province du Nord-Kivu, en un mois. Parmi ces enfants, ont été trouvés 31 enfants rwandais, 2 enfants burundais et 2 enfants ougandais. La Mission déclare que « tous ces enfants ont été remis à des ONG pour prise en charge et éventuellement réinsertion dans leurs familles ». Début février, la section de la protection de l'enfant de la MONUC avait « pu séparer pas moins de 195 enfants des groupes armés Maï-Maï », dans la même province du Nord-Kivu. Selon le Fonds de l'ONU pour l'enfance (Unicef), environ 2 000 enfants étaient encore incorporés dans des milices[13].

- Vendredi 6 mars 2009 : Le Haut commissariat de l'ONU pour les réfugiés s'inquiète de la « détérioration rapide » de la situation au Nord-Kivu où les rebelles hutus font un retour en force après les opérations militaires gouvernementales et où « environ 160 000 personnes ont été déplacées depuis janvier ». Au cours des deux dernières semaines, les rebelles des Forces démocratiques de libération du Rwanda ont tué 34 personnes et en ont enlevé quatre autres, « s'attaquant aux civils, aux ONG et aux convois d'aide humanitaire », dont plusieurs sont tombés dans des embuscades les 26 et 27 février.

- Dimanche 15 mars 2009 : Les troupes ougandaises présentes depuis mi-décembre dans le nord-est pour traquer les rebelles ougandais de l'Armée de résistance du seigneur (LRA) commencent à se retirer.

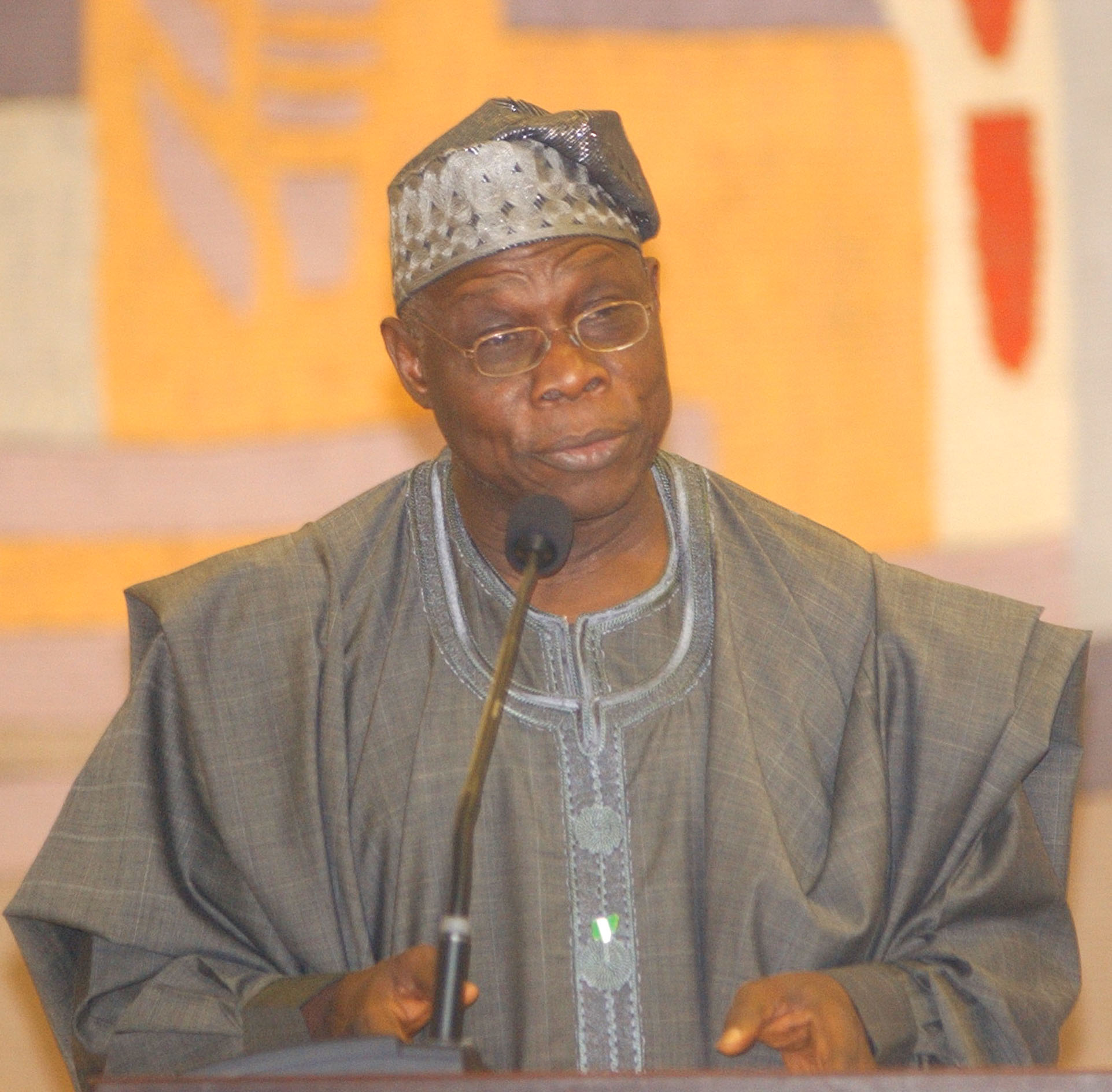
Olusegun Obasanjo
(septembre 2005)

- Lundi 23 mars 2009 : Le gouvernement de la république démocratique du Congo — représenté par le ministre de la coopération internationale et régionale, Raymond Tshibanda — et la rébellion du CNDP — représenté par son nouveau président, Désiré Kamanzi — ont trouvé un terrain d'entente. Les deux parties en présence du médiateur dans ce conflit — l'ex-président nigérian Olusegun Obasanjo — et du représentant de la Mission des Nations unies (Monuc), Alan Doss, ont signé un accord de paix à Goma  — capitale du Nord-Kivu — prévoyant la transformation du CNDP en parti politique, la libération des membres de l'ex-rébellion détenus par les autorités de RDC et la promulgation par Kinshasa d'une loi d'amnistie des anciens rebelles.

- Jeudi 26 mars 2009 : 
  - Le président français Nicolas Sarkozy arrive à Kinshasa pour présenter ses propositions de paix, très controversées, en vue d'un règlement du conflit qui ravage depuis des années l'est de la RDC. Il est accueilli au Palais national par le président Joseph Kabila.
  - Le groupe nucléaire français Areva signe un accord portant sur la recherche et l'exploitation de futures mines d'uranium. Cet accord est signé par Anne Lauvergeon, présidente du directoire d'Areva, et Martin Kabwelulu, ministre des Mines de la RDC. Selon Areva : « La république démocratique du Congo, par sa surface et son profil géologique, est détentrice d'un potentiel uranifère significatif. [… Les travaux commenceront par] un recensement précis des sites et une mise à jour des bases de données »[14].

### Avril 2009
- Jeudi 9 avril 2009 :  Selon l'ONG Human Rights Watch, les exactions contre les civils se poursuivent dans les provinces Est du pays malgré les récents efforts de stabilisation, et illustrent une fois de plus l'impuissance de la plus importante force de maintien de la paix de l'ONU à protéger les civils. L'ONG a dénoncé le meurtre depuis fin janvier de 180 civils et le viol de 90 femmes dans la chaotique région des Kivus, commis pour la plupart par les rebelles hutus rwandais des Forces démocratiques de libération du Rwanda, mais aussi en partie par les Forces armées de la RDC. L'opération conjointe menée du 20 janvier à fin février par les armées congolaise et rwandaise contre les FDLR a certes déblayé le terrain autour de Goma, capitale du Nord-Kivu, obligeant les rebelles à s'abriter dans les denses forêts du nord et de l'ouest de cette province. Mais elle ne les a pas réduits militairement. Le chef de la MONUC, Alan Doss demande à nouveau au Conseil de sécurité 18 hélicoptères supplémentaires afin de protéger les civils contre « les activités prédatrices des groupes armés étrangers et d'éléments indisciplinés des forces de sécurité du pays »[15].

- Vendredi 17 avril 2009 : Un groupe important de rebelles des Forces démocratiques de libération du Rwanda ont attaqué dans la soirée le village de Luofu (province du Nord-Kivu) qui compte quelque 14 000 villageois, et où se trouvaient des soldats des Forces armées de la RDC. Les rebelles ont incendié quelque 250 maisons dans lesquelles ont péri 2 vieillards et 5 enfants.

### Mai 2009
- Mardi 5 mai 2009 : Le ministre de la Communication Lambert Mende et porte-parole du gouvernement annonce l'interruption de la diffusion de Radio France internationale à Bunia (chef-lieu du district d'Ituri) pour « des raisons de sécurité nationale » : « Nous reprochons essentiellement à RFI des tentatives de provoquer des mutineries au sein des forces armées dans les provinces du Nord et du Sud-Kivu et dans la Province orientale, et de créer des conflits inter-ethniques là où nous sommes laborieusement en train de pacifier le pays ».

- Dimanche 10 mai 2009 : Des attaques de villages de la province du Sud-Kivu, situés au nord-ouest de Bukavu, par des rebelles hutus rwandais (FDLR) causent la mort de « plusieurs dizaines de civils ».

- Mardi 19 mai 2009 : 

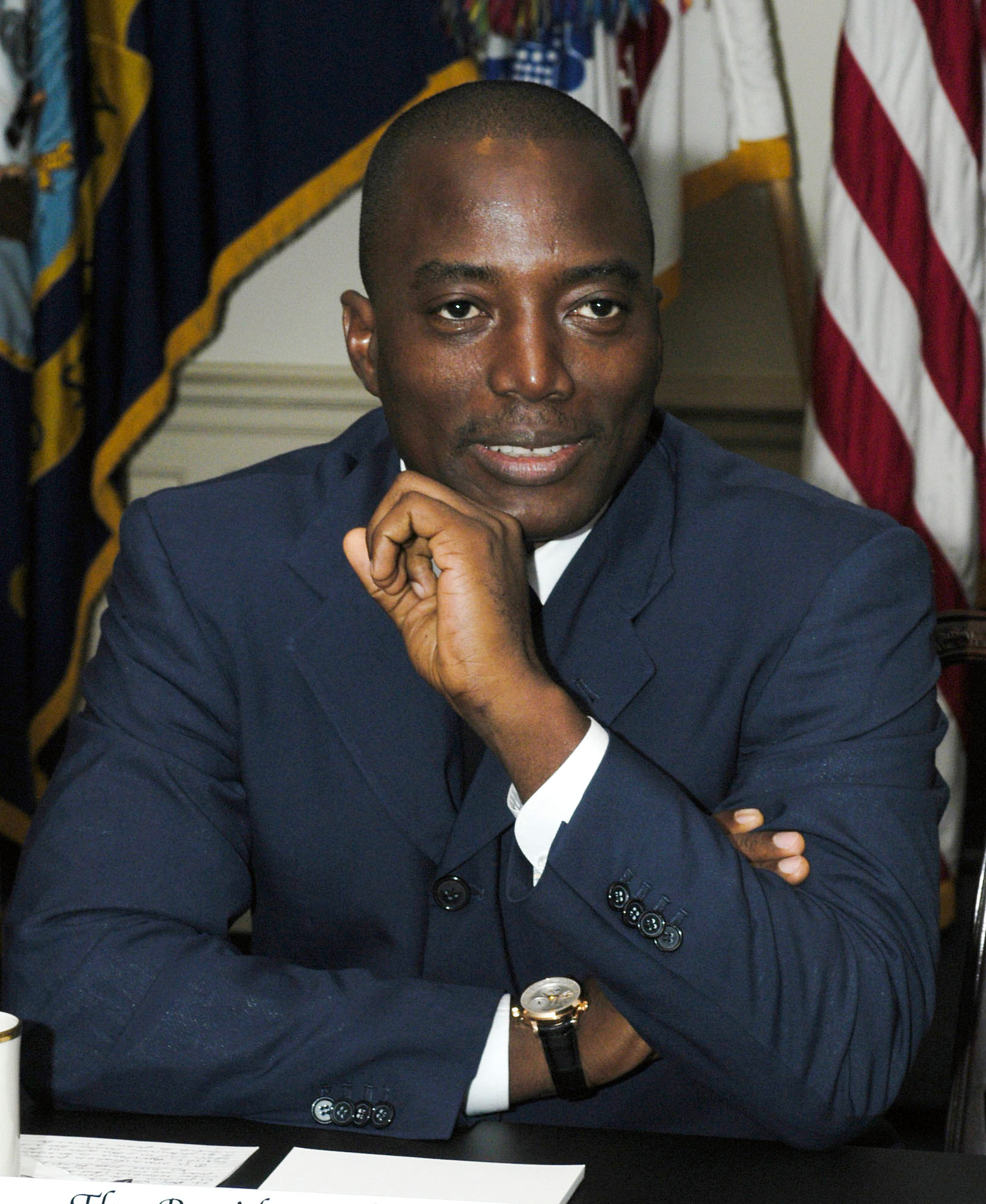
Joseph Kabila
(novembre 2003)

  - L'ONG Human Rights Watch demande à la délégation du Conseil de sécurité de l'ONU de « condamner vigoureusement les crimes de guerre commis par les soldats de l'armée congolaise […] L'armée congolaise est responsable d'exactions répandues et cruelles contre ses propres concitoyens qui équivalent à des crimes de guerre ».
  - L'ONG « Programme œcuménique de paix, transformation des conflits et réconciliation » (Parec), présente le bilan de six mois de l'opération « Armes à feu contre 100 dollars ». En six mois, 11 826 armes de guerre dont 4 974 grenades, appartenant à des civils ont été récupérées à Kinshasa dans le cadre d'une opération de désarmement volontaire. « L'opération de récupération d'armes en échange d'argent a été financée principalement par le président Joseph Kabila et n'a connu aucun incident », elle allait désormais se poursuivre dans d'autres provinces du pays : au Katanga (sud-est) et au Kivu (est) où des vélos et des tôles ont été échangés contre une arme, dont plusieurs milliers ont été récupérées et remises aux pouvoirs publics.

- Mercredi 20 mai 2009 : Selon le Bureau de coordination des Affaires humanitaires de l'ONU (Ocha), la situation sécuritaire et humanitaire s'aggrave et les exactions attribuées aux rebelles hutu rwandais et soldats congolais se multiplient dans les provinces du Sud-Kivu et du Nord-Kivu, faisant fuir les populations traumatisées et réduisant l'action des organisations humanitaires : « Nous sommes scandalisés par la situation au Sud-Kivu où l'on a constaté une recrudescence du harcèlement parmi la population civile, des personnes qui ont été tuées, des pillages et également des viols […] Les viols reprennent de façon absolument dramatique […] et sont utilisés comme arme de guerre ». 463 cas de viols ont été enregistrés depuis le début de l'année. Au Nord-Kivu, les armées rwandaise et congolaise ont mené du 20 janvier à fin février une opération conjointe inédite contre les rebelles hutu des Forces démocratiques de libération du Rwanda, depuis, les forces armées de la RDC, appuyées par les Casques bleus, continuent de traquer ces rebelles qui se replient vers le Sud-Kivu et sévissent contre les civils.

- Lundi 25 mai 2009 : Le parquet de Paris ouvre une enquête préliminaire pour éclaircir les conditions de la mort de l'animateur-vedette français Philippe de Dieuleveult, disparu lors d'une expédition sur le fleuve Zaïre en 1985. Selon l'avocat de la famille, Jacques Trémolet de Villers (23 juin) : « Le but est, notamment, de vérifier la force probatoire des documents établissant que Philippe de Dieuleveult a été, après interrogatoires, exécuté par les services spéciaux de la république du Zaïre », souhaitant une déclassification de certains documents « secret-défense » du gouvernement français[16].

- Jeudi 28 mai 2009 : Un collectif régional des droits de l'Homme, la Ligue des droits de la personne dans la région des Grands lacs, accuse l'armée congolaise de se livrer tout autant que les rebelles hutu rwandais à des « exactions » et des « pillages » dans la province du Sud-Kivu : « La province du Sud-Kivu ne cesse de compter chaque jour ses morts, massacrés […] Tous se livrent aux massacres, pillages, destructions et incendies de villages dans les territoires de Walikale, Shabunda et Kalehe […] Les militaires congolais, envoyés au front alors qu'ils sont impayés depuis plus de trois mois, tracassent la population par des extorsions et des pillages ».

### Juin 2009
- Vendredi 5 juin 2009 : L'ONU dénonce la « barbarie » des exactions et viols répétés commis par les rebelles des Forces démocratiques de libération du Rwanda et l'armée au Sud-Kivu (est)[17].

- Mercredi 10 juin 2009 : Des autorités ougandaises accusent les autorités de Kinshasa d'avoir établi un poste-frontière à Goli sur les rives gorgées de pétrole du lac Albert sans attendre la publication d'une étude ougandaise sur la question frontalière entre la RD Congo et l'Ouganda. Selon la commissaire du district ougandais de Nebbi : « Je pense qu'il s'agit d'une agression. C'est une provocation. C'est la façon la plus simple de le dire […] Il y a des hommes armés qui gardent le site ce qui signifie qu'ils savent qu'ils sont en train de faire quelque chose de mal ». Le district de Nebbi longe le bassin du lac Albert où, en septembre 2008, le groupe pétrolier canadien Heritage Oil a affirmé avoir découvert une réserve de pétrole d'un potentiel de production de plus de 14 000 barils de pétrole par jour. La frontière de la région du West Nile, fait l'objet d'un contentieux entre les deux pays[18].

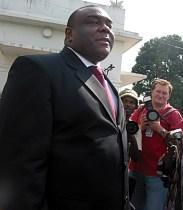
Jean-Pierre Bemba
(décembre 2006)

- Lundi 15 juin 2009 : La Cour pénale internationale (CPI) ordonne le jugement de l'ancien vice-président de la RD Congo, Jean-Pierre Bemba, pour cinq accusations dont crimes de guerre et crimes contre l'humanité commis par sa milice en République centrafricaine en 2002-2003.

- Vendredi 26 juin 2009 : Le commissaire à la Réinsertion économique des ex-combattants, Moandzibi Olingoba annonce que 897 armes ont été collectées en cinq jours lors d’une opération visant essentiellement les ex-combattants du Pool (sud), région voisine de Brazzaville qui fut théâtre d’affrontements entre 1998 et 2003. Cette opération prévoit le versement de 100 000 FCFA en échange de chaque arme rendue et vise à récupérer au moins 1 500 armes auprès des ex-combattants dit « Ninjas » encore actifs autour de l'ancien chef rebelle Frédéric Bintsamou, alias « pasteur Ntumi ». En février, Brazzaville a déjà mené une opération similaire qui lui avait permis de collecter près de 2 800 armes dans le Pool[19].

### Juillet 2009
- Jeudi 2 juillet 2009 : L'organisation Human Rights Watch dénonce une « augmentation spectaculaire » depuis janvier d'attaques rebelles contre les civils dans l'est et le nord-est de la RD Congo, malgré les opérations militaires menées à leur encontre. Au moins « 1.500 civils ont été tués » et des « milliers de femmes et de jeunes filles violées » par des rebelles hutu des Forces démocratiques pour la libération du Rwanda (FDLR) et ceux de l'Armée de résistance du Seigneur (LRA), repartis entre le Sud-Soudan, la RDC et la Centrafrique, ainsi que des soldats des Forces armées de la RDC (FARDC). Mais « les FDLR et les combattants de la LRA sont responsables de la plupart des meurtres de civils recensés », précise HWR pour laquelle « les auteurs ou les commanditaires de tels actes sont coupables de crimes de guerre ». Selon l'ONU, ses « neuf missions d'enquête dépêchées sur les lignes de front ont fait état d'une augmentation spectaculaire des cas d'attaques contre les populations civiles » dans le Nord-Kivu (est) et dans le district du Haut-Uele (extrême nord-est)[20].

- Lundi 6 juillet 2009 : Une épidémie de méningite a tué au moins 18 enfants durant les 6 derniers mois dans la province du Kasaï-Orientale (centre). 90 cas de méningite ont été détectés. 15 autres enfants sont morts du paludisme et de la malnutrition. Ces enfants étaient originaires de la localité de Mufumbi, ils présentaient les symptômes de vomissements, de fortes fièvres, de maux de tête violents, de raideurs à la nuque, de léthargies et de troubles de conscience. La région de Mufumbi, difficile d'accès, est frappée par une malnutrition sévère et reste sans appui médical depuis plus de cinq ans[21].

- Mercredi 8 juillet 2009 :
  - Selon le Comité international de la Croix-Rouge, environ 400 000 personnes ont fui les affrontements armés et pour échapper aux violences des combattants qui violent et pillent dans les villages depuis mars dernier dans le Nord Kivu et dans le Sud Kivu.
  - Selon le Bureau de coordination humanitaire de l'ONU, le choléra a tué 56 personnes sur 60 000 cas enregistrés depuis janvier dans l'est de la RDC.

- Lundi 13 juillet 2009 : Des rebelles hutu rwandais du FDLR ont attaqué « à l'arme légère et à la roquette » une base de la Mission de l'ONU en RDC (Monuc), blessant par balle un Casque bleu pakistanais. Les soldats de la Monuc, estimés à une centaine, ont « immédiatement répliqué avec des mortiers et des mitrailleurs ».

- Mercredi 15 juillet 2009 : Un employé congolais de l'ONG Caritas France, un agronome âgé de 27 ans, a été tué par balles au bord d'une route près de Rutshuru, dans la province au Nord-Kivu, peu après avoir été arrêté par deux hommes portant l'uniforme de l'armée régulière, selon des témoins. L'employé travaillait dans un projet de réhabilitation d'une route dans cette zone. Selon l'organisation, l'homme a été « vraisemblablement abattu en position assise ou à genoux, de deux balles dans la gorge et dans le cœur. Il a été exécuté »[22].

- Jeudi 16 juillet 2009 :
  - Les autorités helvétiques annoncent le déblocage des fonds suisses de Mobutu Sese Seko, permettant leur remise aux héritiers de l'ancien dictateur du Zaïre, devenu république démocratique du Congo (RDC), soit 7,7 millions de francs suisses (5,1 millions d'euros) comme l'a ordonné la plus haute instance pénale helvétique. Cette décision judiciaire « met fin à douze ans de gel durant lesquels toutes les solutions ont été explorées ». Les autorités suisses bloquaient depuis la chute de Mobutu, en 1997, les avoirs placés dans la Confédération par l'ancien dictateur et suspectés de provenir de fonds publics zaïrois. Mobutu a pris le pouvoir au Zaïre en 1965 à la faveur d'un coup d'Etat, cinq ans après l'indépendance de cette ancienne colonie belge. Pendant 32 ans, il a régné sans partage sur un pays corrompu, avant d'être renversé en mai 1997 par Laurent-Désiré Kabila, le père de l'actuel président, Joseph Kabila[23].
  - L'ONG Human Rights Watch dans un rapport accuse la hiérarchie des forces armées de la RDC de couvrir ou d'être complice de crimes sexuels « endémiques » dans le pays, réclamant un tribunal « mixte » international et congolais pour les juger. Quelque 7 703 cas de violences sexuelles ont été enregistrés par l'ONU en 2008 dans l'est du pays. Et depuis janvier dernier, les cas de viols dans les provinces du sud et nord Kivu « ont doublé ou triplé ». HRW a plus spécifiquement examiné 250 cas survenus entre janvier et mai 2009 au Nord-Kivu, et conclut que 143 étaient des viols perpétrés par des soldats de l'armée congolaise. Selon ce rapport « la responsabilité pénale des officiers supérieurs, et notamment leur responsabilité du commandement, fait rarement l'objet d'enquêtes de la part des procureurs militaires […les commandants militaires sont des] personnages puissants et intouchables traités comme tels par les dirigeants politiques et militaires ». HRW suggère la création d'une « chambre mixte » composée de juges et de procureurs congolais et internationaux, « qui aiderait à remédier aux faiblesses du système judiciaire national »[24].

- Mardi 21 juillet 2009 : Dans la nuit, lors d'une attaque de rebelles hutu rwandais (Forces démocratiques de libération du Rwanda) contre les Forces armées de la RD Congo (FARDC), 24 personnes ont été tuées, dont 16 civils (dont 1 femmes et des enfants), à Mandje, une localité située à une centaine de kilomètres à l'ouest de Goma (Nord-Kivu). 3 soldats réguliers et 5 rebelles ont aussi été tués lors des affrontements[25].

- Vendredi 24 juillet 2009 :
  - La fédération internationale des droits de l'Homme dénonce la « dérive autoritaire du régime » de Joseph Kabila qui rappelle les heures sombres de l'époque du maréchal Mobutu, avec yorture systématique, opposition muselée et justice malade : « Il s'agit — en violation de toutes les libertés fondamentales garanties par la Constitution et les instruments internationaux ratifiés par la RDC — de mettre au pas tous les contre-pouvoirs et plus généralement ceux qui osent encore dénoncer et/ou s'opposer aux dérives du régime, qu'ils soient parlementaires, magistrats, militants politiques, défenseurs des droits de l'Homme, journalistes, étudiants ou simple citoyen »[26].
  - Le ministère de la Communication et des médias « résilie » le contrat signé en 2001 avec Radio France internationale, une des premières radios du pays en termes d'audience, accusant cette dernière de participer par ces émissions à la « démoralisation de l'armée ».

- Dimanche 26 juillet 2009 : Le gouvernement décide d'interrompre la diffusion de Radio France internationale (RFI) en république démocratique du Congo pour « raisons de sécurité nationale ». Selon RFI, les autorités reprocheraient à la radio « la restitution […] d'une conférence de presse de la Mission de l'ONU en RDC ». RFI demande « la réouverture la plus rapide possible de ses fréquences dans un pays où elle se situe en termes d’audiences au tout premier plan ». Le signal de RFI avait déjà été interrompu début juin à Bukavu (Sud-Kivu) et début mai à Bunia (Province orientale). Le gouvernement accusait alors RFI d'«inciter les militaires à désobéir, à se révolter […] alors que le pays est en guerre »[27].

- Mardi 28 juillet 2009 : Le ministre de la Communication et des médias, Lambert Mende Omalanga, justifie l'interruption d'émission de Radio France internationale depuis dimanche car elle « développait depuis plusieurs mois une campagne systématique de démoralisation des forces armées de la RDC » et « malgré plusieurs avertissements, rien n'y a fait ». Selon le ministre, « les contacts vont se poursuivre » mais que la situation « ne changera que s'il y a un changement » de la part de la radio[28].

### Août 2009
- Jeudi 6 août 2009 : Le président du Rwanda Paul Kagame est arrivé à Goma (nord-est) pour s'entretenir avec le président Joseph Kabila, plus de dix ans après la rupture diplomatique entre les deux pays en 1996. Les deux présidents s'étaient déjà rencontrés à plusieurs reprises dans divers sommets internationaux sur le règlement de la crise congolaise, mais c'est la première fois que les deux hommes organisent une réunion bilatérale depuis la rupture des relations diplomatiques, mais sous haute surveillance militaire composée des soldats des deux armées[29].

- Dimanche 9 août 2009 : Vers minuit, dimanche matin, l'accident d'un camion transportant de nombreux passagers cause la mort de 33 personnes dont 4 bébés et 2 blessés graves, à Pont Kwango (province du Bandundu). L'accident aurait eu lieu alors que « le chauffeur était en train de somnoler au volant », ce dernier s'est enfui aussitôt après le drame.

- Mardi 11 août 2009 : En visite à Goma (Nord-Kivu, est), la secrétaire d'État américaine, Hillary Clinton, demande au président Joseph Kabila de faire condamner les militaires congolais coupables de viol. Elle annonce à la presse avoir eu une « discussion très franche » avec le président Kabila au sujet des violences sexuelles, au cours de laquelle elle lui a demandé dze faire arrêter les officiers des Forces armées impliqués personnellement ou indirectement dans les cas de violences sexuelles. Selon le HCR, quelque 400 femmes seraient violées chaque mois dans l'est, un chiffre qui serait sous-évalué, car beaucoup de victimes n'osent jamais en parler[30]. Hillary Clinton promet une aide de 17 millions de dollars pour recruter et à former des femmes policières, qui peuvent résoudre le problème des violences sexuelles, et à apporter une aide médicale et psychologique aux quelque 10 000 victimes dans la région. Le viol des femmes est considéré comme une arme de guerre. Selon l'ONU, au moins 200 000 femmes ont été violées dans cette région depuis 1996.

- Mercredi 19 août 2009 : La Mission de l'Organisation des Nations unies en république démocratique du Congo (MONUC) se prépare à déployer 3 000 soldats supplémentaires, venus d'Égypte, de Jordanie et du Bangladesh, pour renforcer sa présence dans l'Est de la RDC d'ici fin octobre, essentiellement déployés dans les provinces du Nord-est, du Nord et Sud-Kivu, en proie à des violences dû à la présence de rebelles ougandais et de rebelles hutus rwandais[31].

- Dimanche 23 août 2009 : Un journaliste d'une radio privée congolaise est mortellement blessé à coups de couteau par des inconnus dans la nuit à Bukavu (est).

### Septembre 2009
- Mardi 8 septembre 2009 :
  - Un tribunal militaire condamne à mort, 2 Norvégiens accusés début mai d'assassinat d'un Congolais (leur chauffeur) et d'espionnage. Ils ont été reconnus reconnus coupables de meurtre, tentative de meurtre, espionnage, complot et vol à main armée et ont aussi été condamné à verser l'équivalent de plus 41 millions d'euros à l'État congolais et de plusieurs dizaines de milliers d'euros d'indemnités aux proches de la victime[32].
  - Selon la Mission de l'ONU en RDC (Monuc), des centaines d'ex-rebelles congolais récemment intégrés au sein des Forces armées de la république démocratique du Congo (FARDC), ont déserté vendredi avant de s'en prendre à des civils au nord-Kivu (est). Le non-paiement des soldes depuis cinq mois, l'inégalité des salaires et l'attribution des grades et des fonctions seraient à la base de cette scission, une première depuis que les ex-rebelles du CNDP du général déchu tutsi congolais Laurent Nkunda, ont intégré les FARDC dans le cadre d'un processus de pacification de l'est de la RDC. La rébellion tutsi congolaise du CNDP a rallié Kinshasa en début d'année et leurs éléments ont été intégrés de façon « accélérée » au Forces armées de la RDC (FARDC)[33].

- Dimanche 13 septembre 2009 : Le naufrage d'un bateau, le « Kyabuntu », sur le fleuve Congo, dans le Sud-Est de la république démocratique du Congo, cause la noyade, selon un premier bilan, de 19 personnes sont mortes noyées et la disparition de 88 autres restées dans le fleuve. Le bateau qui transportait au moins 190 passagers et des marchandises, a chaviré près d'Ankoro, à environ 770 km au nord-ouest de Lubumbashi, capitale de la province minière du Katanga. Au moins 11 naufrages ont eu lieu en 2008 en RDC, causant la mort de plus d'une centaine de personnes et la disparition de 280 autres[34].

- Vendredi 25 septembre 2009 : Publication d'un nouveau bilan du naufrage du « Kyabuntu », qui a chaviré le 13 septembre dernier sur le fleuve Congo près d'Ankoro à 770 km au nord-ouest de Lubumbashi, capitale de la province minière du Katanga : 90 personnes sont mortes et 25 autres portées disparues. Le bateau Kyabuntu transportait à son bord plus de 200 personnes, pour une capacité de 55 passagers « en temps normal », la surcharge de l'embarcation étant à l'origine du drame. La zone est infestée de crocodiles[35].

- Samedi 26 septembre 2009 : Premier bilan de l'opération d'expulsion de clandestins entamée il y a 2 semaines. Dans un premier temps elle a essentiellement concerné des Angolais et après un moratoire de 3 mois elle s'étendra aux ressortissants du Congo-Brazzaville. De son côté l'Angola a expulsé cette semaine 2 500 clandestins la plupart originaire de la RDC. Début septembre plus de 600 ressortissants de la RDC avaient été expulsés de la république du Congo dans le cadre d'une opération dite « stérilisation » de la ville de Brazzaville[36].

- Mardi 29 septembre 2009 : Un nouveau naufrage d'un bateau sur une rivière du centre cause la noyade d'une cinquantaine personnes et une cinquantaine d'autres sont portées disparues. Il s'agit du troisième drame de ce type en 3 semaines.

- Mercredi 30 septembre 2009 : Un employé de l'ONG Agence du développement et du secours adventiste (Adra) est tué par des hommes armés dans l'est de la RDC.

### Octobre 2009
- Jeudi 1er octobre 2009 : Le président d'une ONG congolaise de défense des droits de l'Homme, « Les Amis de Mandela pour la défense des droits humains » (ANMDH), est mis en liberté provisoire après un mois de détention pour avoir dénoncé « l'esclavage » des travailleurs de la « Société générale industrielle » (SGI), une entreprise privée d'environ 300 salariés qui exploite une carrière à Kasangulu, au sud-ouest de Kinshasa[37].

- Samedi 3 octobre 2009 : Dans la nuit de vendredi à samedi, des rebelles des Forces démocratiques de libération du Rwanda (Hutus rwandais) ont attaqué la localité de Ciherano (territoire de Walungu, Sud-Kivu). Un prêtre et un séminariste catholique congolais ont été enlevés par les assaillants qui ont brûlé leur résidence. Les rebelles réclament une rançon de 5 000 dollars pour leur libération. Selon l'armée congolaise, les FDLR « sont dépourvus de tout moyen de survie et […] se transforment en mouvement terroriste ».

- Dimanche 4 octobre 2009 : Selon la radio Okapi, Les deux religieux enlevés, après l'attaque de leur paroisse dans la localité de Ciherano, par des rebelles hutus rwandais, sont libérés après versement d'une rançon de 5 000 dollars. L'armée souhaitait « mener une opération pour libérer les religieux », sans payer de rançon, car redoutant « que ce genre de pratique commence à se développer »[38].

- Dimanche 25 octobre 2009 : Des rebelles hutus rwandais composés d'éléments des FDLR (Forces démocratiques de libération du Rwanda) associés à des milices Maï Maï et des bandits, ont mené, durant le week-end, diverses attaques qui ont causé la mort d'au moins 6 personnes et en ont blessé des dizaines d'autres dans le Nord Kivu, près des localités de Kisharu, de Rutshuru et de Katwiguru.

- Lundi 26 octobre 2009 : Rebondissement dans l'affaire de la disparition de l'ancien animateur de La Chasse aux trésors, Philippe de Dieuleveult, le 6 août 1985 lors d'une expédition sur le fleuve Zaïre. Le document publié par la revue XXI, affirmant que le célèbre animateur télé n'était pas mort des suites d'une noyade mais avait été exécuté par les services secrets de l'ancien président Mobutu, accréditant la thèse du meurtre était un faux[39].

- Vendredi 30 octobre 2009 : Début de violences entre les ethnies Enyele et Boba, près de la ville de Dongo. Une soixantaine de personnes de l'ethnie Boba du village Manzanya ont été tuées et une quarantaine d'autres ont été blessées, lors des affrontements. Ces deux ethnies sont en conflit depuis de nombreuses années au sujet de la gestion d'un étang naturel très poissonneux.

- Samedi 31 octobre 2009 : Une manifestation de quelque 40 000 habitants de la cité de Lubero (Nord-Kivu, qui protestaient contre les violences, l'insécurité, les pillages et les viols, dans cette région où sévissent rebelles et groupes armés, a dégénéré lorsque des jets de pierres ont été lancés contre des locaux des Nations unies et ceux d'organisations non gouvernementales. Des véhicules ont aussi été endommagés[40].

### Novembre 2009
- Lundi 2 novembre 2009 : L'ONG Human Rights Watch accuse des soldats des Forces armées de la RD Congo d'avoir « tué délibérément » plus de 500 civils dans l'est depuis mars, lors d'une offensive contre des rebelles rwandais et demandé à l'ONU de « suspendre » son soutien à cette armée[41].

- Mardi 3 novembre 2009 : 92 prisonniers, profitant « de la fragilité du bâtiment carcéral », se sont évadés de la prison centrale de Kindu, capitale de la province de Maniema (est) et deux autres ont été tués par la police[42].

- Jeudi 5 novembre 2009 :
  - Selon le ministère de l'Action humanitaire du Congo-Brazzaville, quelque 15 000 personnes fuyant des violences qui ont éclaté entre deux ethnies se disputant des terres et des droits de pêche dans la province de l'Équateur à l'est du Congo-Kinshasa, ont trouvé refuge ces derniers jours à l'extrême nord du Congo-Brazzaville. La plupart d'entre eux ont été accueillis dans les églises des villes d’Impfondo, Dongou et Betou, riveraines du fleuve Oubangui qui sert de frontière[43].
  - Le procès pour crimes de guerre et crimes contre l'humanité de l'ancien vice-président Jean-Pierre Bemba (47 ans) s'ouvrira le 27 avril 2010 devant la Cour pénale internationale de La Haye. Il est accusé notamment de meurtres, viols et pillages commis par sa milice, le Mouvement de libération du Congo, en Centrafrique, entre octobre 2002 et mars 2003[44].

- Vendredi 6 novembre 2009 : Selon le Haut Commissariat de l'ONU pour les réfugiés, les violences interethniques liées à un conflit foncier ont causé depuis le début du mois, la mort de 60 personnes, en ont blessé grièvement 40 autres et fait quelque 16 000 déplacées dans le nord-ouest du pays. Ces violences ont éclaté la semaine dernière entre deux ethnies se disputant des terres et des droits de pêche dans le village de Dongo (province de l'Équateur), puis « les affrontements meurtriers se sont propagés aux villages environnants, dont plusieurs ont été brûlés ». Les personnes déplacées ont trouvé refuge à l'extrême nord du Congo-Brazzaville, après avoir traversé la rivière Oubangui, qui sépare le Congo de la RDC[45].

- Dimanche 8 novembre 2009 : La police a arrêté une centaine de « jeunes », soupçonnés d'avoir tué une soixantaine de personnes et fait une quarantaine de blessés fin octobre lors des violences interethniques liées à un conflit foncier à Dongo (dans le Nord-Ouest). Les « jeunes » arrêtés, appartiennent à l'ethnie « Enyele » et portaient des armes à feu et des couteaux ; « il y a eu une tentative de résistance et des coups de feu tirés, mais il n'y a pas eu de victimes ». Leurs victimes appartenaient à l'ethnie Boba du village Manzanya[46].

- Mercredi 18 novembre 2009 : Selon le Bureau de coordination des affaires humanitaires de l'ONU (Ocha), les violences interethniques liées à un conflit foncier et des droits de pêche ont causé depuis le début du mois, la mort d'une centaine de personnes, dont 26 policiers. Quelque 25 000 personnes du secteur de Dongo ont fui vers l'extrême nord du Congo-Brazzaville[47].

- Mercredi 25 novembre 2009 : Un rapport d'experts mandatés par l'ONU commence à être examiné par le Conseil de sécurité à huis clos. Non public, des copies circulent cependant dans les médias. Ce texte met en évidence l'étendue internationale du réseau de soutien, politique et financier, de la rébellion hutue rwandaise, et établit les liens entre la structure militaire des FDLR et ses responsables politiques installés en Europe et aux États-Unis[48].

- Jeudi 26 novembre 2009 : 5 personnes ont été blessées dans un hélicoptère de l'ONU qui a essuyé des tirs à Dongo, où des violences interethniques ont fait au moins cent morts et plus de 53 000 déplacés depuis fin octobre.

- Samedi 28 novembre 2009 : Le naufrage d'un bateau sur le lac Maindome, situé à environ 400 kilomètres de la capitale, Kinshasa, a causé la mort d'au moins 90 personnes. Plus de 250 survivants ont pu être secourus. Le bateau n'était pas autorisé à transporter des passagers[49].

### Décembre 2009
- Mercredi 2 décembre 2009 : La Cour pénale internationale (CPI) décide en appel de maintenir en détention provisoire l'ex-vice-président de la république démocratique du Congo, Jean-Pierre Bemba, dans l'attente de son procès.

- Jeudi 3 décembre 2009 : Le tribunal militaire de Kinsagani (Province Orientale, nord) confirme en appel la condamnation à mort de deux-ex militaires Norvégiens — Tjostolv Moland, 28 ans, et Joshua French, 27 ans — pour meurtre d'un Congolais et espionnage. Les condamnés devront également « verser solidairement avec l'Etat norvégien, à titre de dommage pour préjudice subi », la somme totale de 501,255 millions $US (332 millions d'euros). La veuve et les autres parties civiles se partageront 1,255 million USD (2 M €)[50].

- Dimanche 13 décembre 2009 : L'armée reprend le contrôle de la localité de Dongo (nord-ouest), où des insurgés ont commis des violences fin octobre et provoqué depuis la fuite d'au moins 180 000 personnes. Le 26 novembre, la commune avait été  abandonnée aux insurgés après une attaque contre la police et une vingtaine de Casques bleus de la Mission de l'ONU en RDC (Monuc). En milieu de semaine dernière, des commandos congolais, envoyés en première ligne à la place de la police, avaient déjà repris aux insurgés les villages de Bobito, Bozene et Tandala, à l'est de Dongo[51].

- Mardi  15 décembre 2009 : De nouveaux accrochages ont eu lieu au sud de Dongo (dans le Nord-Ouest) entre des insurgés et l'armée congolaise, causant la mort de 47 insurgés. 32 soldats auraient été blessés.

- Mercredi 23 décembre 2009 : Le Conseil de sécurité des Nations unies reconduit, par la résolution 1906, le mandat de la force de l'ONU en république démocratique du Congo (Monuc) pour cinq mois, jusqu'au 31 mai, et l'a charge de mieux protéger les populations civiles. La mission pourrait être prolongée ensuite de 12 mois supplémentaires. Les effectifs de la Monuc sont conservés à leurs niveaux autorisés actuels, soit quelque 21 000 militaires et policiers.

- Mercredi 30 décembre 2009 : Un éboulement, dans une ancienne mine de Kolwezi (sud-est), appartenant à la Générale des carrières et des mines (Gecamines, publique), interdite à l'exploitation depuis une dizaine d'années en raison notamment de difficultés financières, cause la mort de 6 mineurs clandestins et en blessent 5 autres dont un gravement. La province du Katanga recèle plus de 30 % des réserves mondiales estimées de cobalt et 10 % de celles du cuivre, mais aussi de l'étain, de l'or et de l'uranium. Des centaines de milliers de mineurs travaillaient dans les mines et carrières en tant que salariés ou artisans.